# あじさい看護福祉専門学校
中部国際医療学院（ちゅうぶこくさいいりょうがくいん）とは、学校法人あじさい学園が運営する岐阜県美濃加茂市にある私立の専修学校である。

## 沿革
- 1994年（平成6年） - あじさい看護専門学校として設立。
- 2002年（平成14年） - 介護福祉学科を開設。校名を「あじさい看護福祉専門学校」に変更。
- 2024年（令和6年） - 校名を「中部国際医療学院」に変更。

## 学科
- 看護学科（3年課程）
- 介護福祉学科（2年課程）

## 取得可能な資格

### 看護学科
- 看護師国家試験受験資格
- 保健師・助産師学校受験資格
- 専門士（医療専門課程）

### 介護福祉学科
- 介護福祉士
- 専門士（社会福祉専門課程）

## 所在地
- 〒505-0022：岐阜県美濃加茂市川合町4-6-8

## 最寄り駅
- JR太多線 美濃川合駅下車、またはJR高山本線 古井駅下車、徒歩で約12分。

## 関連施設
- 社会医療法人厚生会：中部国際医療センター・多治見市民病院・中部脳リハビリテーション病院
- 特定医療法人清仁会：のぞみの丘ホスピタル・サントピアみのかも
- 社会福祉法人慈恵会
- 健康増進施設：クラブM